# Céramique balistique
Une plaque de céramique balistique est un composant ou un encart complémentaire à un gilet de protection balistique. Son but principal est d'absorber et de diffuser l'énergie cinétique d'une balle lors d'un impact et de réduire le traumatisme contondant transféré au porteur du gilet. Ces plaques améliorent grandement la valeur balistique de la partie du gilet dans laquelle elles sont placées.
Les plaques sont fixées le plus généralement dans une poche devant le panneau balistique du gilet et placées au centre de la poitrine. Quelques gilets disposent de poches derrière le gilet comme sur les parties costales. La plupart des gilets tactiques de dernière génération possèdent plusieurs plaques pour protéger l'ensemble du corps.

## Formes et tailles
Les plaques sont fabriquées dans une grande variété de tailles et de formes. Les formes les plus communes sont le rectangle, le rectangle arrondi et l'hexagone irrégulier.
Dans les gilets dissimulés (les gilets portés sous une chemise), les plaques mesurent généralement 25 cm × 32 cm, avec des variantes incluant toutes les tailles intermédiaires. L'épaisseur (la profondeur) varie selon le matériau utilisé et la destination de la plaque, mais elle excède rarement 25 mm.
Dans les gilets tactiques, portés comme des vêtements d'extérieur, les plaques mesurent le plus souvent 30 cm × 35 cm avec une certaine destination selon le gilet. L'épaisseur varie selon la matière et l'application du gilet, mais elle excède rarement 1 cm.
Dans les gilets militaires spécialisés, une partie considérable du gilet est composée de plaques rigides, que l'on insère comme des encarts. Puisqu'elles constituent une partie essentielle du gilet, on ne les considère pas typiquement comme des plaques céramiques, on préfère les appeler inserts balistiques. Dans la plupart des gilets SAPI, la veste extérieure, faite d'aramide tressée, est conçue pour recevoir plusieurs inserts balistiques, généralement fabriqués à partir de céramique. Ces inserts sont faits pour s'adapter à la morphologie et ont des formats qui varient selon la taille et la forme de la veste.

## Matériaux
La plupart des plaques de céramique balistique sont faites d'une combinaison de plusieurs matériaux. Les matériaux principaux utilisés sont les suivants :

### Céramique
La céramique est un matériau non-métallique, inorganique, comme le verre, mais bien plus résistant et dense. Les plaques en céramique, généralement composée de carbure de bore ou de variantes proches, sont très utilisées dans les applications militaires. Ces matériaux offrent une résistance balistique très élevée. Cependant, ils ne sont pas très bons pour atténuer les traumatismes contondants. En conséquence, ils sont souvent maintenus par des matériaux comme les tissus à base d'aramide, de matières plastiques de haute densité, et / ou des métaux.

### Métaux
La plupart des plaques en métal sont fabriquées en acier ou en titane. Certains alliages d'aluminium existent également. Les plaques en métal sont généralement considérées comme les meilleures pour réduire les traumatismes contondants grâce aux lignes conductrices du matériau. Il a été rapporté des cas de balles coulissant ou rebondissant sur des plaques métalliques et blessant l'utilisateur (tirs déviés au niveau de la poitrine et frappant la tête). À ce jour, ce type d'accident n'a pas été vérifié et reste peu probable, car la plaque est généralement placée derrière un tissu d'aramide, et la probabilité d'une balle passant à travers le tissu, ricochant, et passant par une nouvelle épaisseur de tissu d'aramide est très faible. Cependant, pour répondre à cette crainte, la plupart des plaques en métal sont enfermées dans des matériaux spéciaux conçus pour piéger la balle et / ou ses fragments.

### Plastique
Ce sont des plaques souples qui réduisent généralement peu le traumatisme. Elles sont typiquement constituées de couches de tissu d'aramide, similaire au matériau utilisé pour la veste. Elles peuvent également inclure des feuilles minces de métal ou de polyéthylène de masse molaire très élevée pour ajouter une rigidité et une certaine réduction du traumatisme.
Les plaques en feuilles multicouches de polyéthylène (UHMWPE) peuvent fournir une amélioration balistique égale ou même supérieure aux plaques de métal tout en réduisant le poids. Avec celles-ci, il y a une réduction importante du coût, une réduction du risque possible mais peu probable de rupture et une légère réduction des traumatismes dus à l'onde de choc. Les feuilles stratifiées qui existent dans chaque plaque sont parfois séparées par une mousse de haute densité, ce qui offre une certaine résistance aidant à dissiper l'énergie cinétique de l'impact, bien que ce soit le plus souvent des plaques de polycarbonate bon marché qui offrent une certaine réduction des traumatismes, mais sans valeur de résistance balistique.
Les plaques UHMWPE sont souvent spécifiées comme étant dix fois plus résistantes que l'acier. Les plaques UHMWPE peuvent être tissées à l'intérieur d'un tissu à base d'aramide qui participe à la force, la flexibilité, et à la légèreté des tissus d'aramide modernes. Elles peuvent se présenter comme un matériau alternatif dans les gilets pare-balle futurs.

### Nano-matériaux
Les plaques en nano-matériaux sont considérés comme l'avenir pour les plaques et les gilets anti-balistiques. Les nanotubes de carbone et nanomatériaux offrent un rapport poids / résistance qui dépasse les matériaux actuels. Bien que les processus de la nanotechnologie soient utilisés pour améliorer les matériaux balistiques modernes, très peu de « nanomatériaux » sont actuellement disponibles dans des produits commerciaux.

## Plaques multi-matériaux
Les plaques multi-matériaux, appelées Special threat plates (STP), aussi connues sous le nom de plaques multi-menaces, sont des plaques d'applications spéciales. Elles ont une cote balistique (norme NIJ) nettement plus élevée que les vestes. Il n'existe pas de norme pour les matières de ces plaques balistiques, bien que la plupart soit conforme à la norme NIJ pour le type III. Bon nombre de ces plaques sont réalisées par une combinaison de matériaux, comme la céramique sur du plastique, le plastique sur le métal, etc. Certains fabricants utilisent cette dénomination plus pour le marketing que pour offrir véritablement une protection accrue.

## Liens
- (en) Ballistic Resistance of Body Armor NIJ Standard-0101.06
- (en) International Testing Standards for Personal Body Armor
- (en) How does a bullet proof vest work?